# Пространственная форма
Пространственная форма — связное полное риманово многообразие постоянной секционной кривизны {\displaystyle k}.
Пространственная форма называется сферической, евклидовой или гиперболической если соответственно {\displaystyle k>0}, {\displaystyle k=0}, {\displaystyle k<0}.
С помощью перенормировки метрики классификацию пространственных форм можно свести к трём случаям: {\displaystyle k=-1,0,+1}.

## Примеры
- Евклидовы пространственные формы:
  - Евклидово пространство.
  - Плоский тор {\displaystyle \mathbb {T} ^{n}=\mathbb {E} ^{n}/\Gamma }, где {\displaystyle \Gamma } — {\displaystyle n}-мерная решётка в {\displaystyle \mathbb {E} ^{n}},.
  - Бутылка Клейна с плоской метрикой.
  - При {\displaystyle n=3} имеется {\displaystyle 6} классов ориентируемых и {\displaystyle 4} класса неориентируемых аффинно не эквивалентных компактных евклидовых пространственных форм
  - Двумерная некомпактная евклидова пространственная форма, отличная от {\displaystyle \mathbb {E} ^{2}}, гомеоморфна цилиндру, либо листу Мёбиуса.
- Сферические пространственные формы:
  - Сфера {\displaystyle \mathbb {S} ^{n}} в {\displaystyle \mathbb {E} ^{n+1}} радиуса {\displaystyle r>0} есть сферическая пространственная форма кривизны {\displaystyle k=1/r^{2}}.
  - Линзовое пространство с метрикой постоянной кривизны
  - Сфера Пуанкаре с метрикой постоянной кривизны
  - Вещественное проективное пространство с метрикой постоянной кривизны
- Гиперболические пространственные формы:
  - Пространство Лобачевского {\displaystyle \mathbb {H} ^{n}}.
  - Двумерную ориентированную компактную гипрболическую пространственную форму рода {\displaystyle m} можно склеить из выпуклого {\displaystyle 4m}-угольника в плоскости Лобачевского с попарно равными сторонами и суммой углов равной {\displaystyle 2\pi }. Семейство неизоморфных компактных гиперболических пространственных форм размерности {\displaystyle 2} рода {\displaystyle m} зависит от {\displaystyle 6m-6} вещественных параметров.
  - Примеры гиперболических пространственных форм приведены в[1].

## Общие свойства
- При произвольном {\displaystyle n} и {\displaystyle k} существует единственная с точностью до изометрии {\displaystyle n}-мерная односвязная пространственная форма {\displaystyle M_{k}^{n}} кривизны {\displaystyle k}. Если {\displaystyle k>0} то это {\displaystyle n}-мерная сфера радиуса {\displaystyle 1/{\sqrt {k}}}, при {\displaystyle k=0} это евклидово пространство и при {\displaystyle k<0} это {\displaystyle n}-мерное пространство Лобачевского.
  - Универсальное накрытие любой {\displaystyle n}-мерной пространственной формы кривизны {\displaystyle k} с поднятой метрикой изометрично {\displaystyle M_{k}^{n}}.
  - Иначе говоря, любая {\displaystyle n}-мерная пространственная форма кривизны {\displaystyle k} может быть получена из {\displaystyle M_{k}^{n}} факторизацией по дискретной группе {\displaystyle \Gamma } движений, действующих свободно (то есть без неподвижных точек); при этом два пространства {\displaystyle L=M_{k}^{n}/\Gamma } и {\displaystyle L'=M_{k}^{n}/\Gamma '} изометричны в том и только в том случае, когда {\displaystyle \Gamma } и {\displaystyle \Gamma '} сопряжены в группе всех движений {\displaystyle M_{k}^{n}}. Тем самым проблема классификации пространственных форм сводится к задаче описания всех несопряженных групп движений пространств {\displaystyle \mathbb {S} ^{n}}, {\displaystyle \mathbb {E} ^{n}} и {\displaystyle \mathbb {H} ^{n}}, действующих дискретно и свободно.

## Свойства сферических пространственных форм
Исчерпывающая классификация сферических пространственных форм получена в
- Если {\displaystyle n} чётно, то единственным движением сферы {\displaystyle \mathbb {S} ^{n}} без неподвижных точек является центральная симметрия, переводящая каждую точку сферы в диаметрально противоположную. Факторпространство {\displaystyle \mathbb {R} \mathrm {P} ^{n}=\mathbb {S} ^{n}/\Gamma } по группе {\displaystyle \Gamma }, порожденное этим движением, есть вещественная проективная плоскость с метрикой постоянной кривизны (также называется пространство Римана или эллиптическое пространство). В частности
  - Любая сферическая пространственная форма чётной размерности {\displaystyle n} изометрична либо {\displaystyle \mathbb {S} ^{n}}, либо {\displaystyle \mathbb {R} \mathrm {P} ^{n}}.
- Любая конечная циклическая группа может служить фундаментальной группой сферической пространственной формы (см. линзовое пространство).
- Чтобы нециклическая группа порядка {\displaystyle N} могла служить фундаментальной группой {\displaystyle n}-мерной сферической пространственной формы, необходимо (но не достаточно), чтобы {\displaystyle N} было взаимно просто с {\displaystyle n+1} и делилось на квадрат какого-либо целого числа.

## Свойства eвклидовых пространственных форм
Фундаментальные группы компактных eвклидовых пространственных форм являются частным случаем кристаллографических групп.
Теорема Бибербаха о кристаллографической группе приводит к структурной теории компактных евклидовых пространственных форм произвольной размерности:
- Для любого {\displaystyle n\geq 2} существует только конечное число разных классов аффинно не эквивалентных компактных евклидовых пространственных форм размерности {\displaystyle n}.
- Две компактные евклидовы пространственные формы {\displaystyle M=\mathbb {E} ^{n}/\Gamma } и {\displaystyle M'=\mathbb {E} ^{n}/\Gamma '} аффинно эквивалентны, тогда и только тогда, когда их фундаментальные группы {\displaystyle \Gamma } и {\displaystyle \Gamma '} изоморфны.
  - Например, любая двумерная компактная евклидова пространственная форма гомеоморфна (а следовательно, аффинно эквивалентна) либо плоскому тору, либо плоской бутылке Клейна.
- Абстрактная группа {\displaystyle \Gamma } тогда и только тогда может служить фундаментальной группой компактной eвклидовой пространственной формы {\displaystyle M^{n}}, когда
  1. {\displaystyle \Gamma } имеет нормальную абелеву подгруппу {\displaystyle \Gamma ^{*}} конечного индекса, изоморфную {\displaystyle \mathbb {Z} ^{n}};
  2. {\displaystyle \Gamma ^{*}} совпадает со своим централизатором в {\displaystyle \Gamma };
  3. {\displaystyle \Gamma } не имеет элементов конечного порядка.

  - Если такая группа {\displaystyle \Gamma } реализована в виде дискретной подгруппы в группе всех движений пространства {\displaystyle \mathbb {E} ^{n}}, то {\displaystyle \Gamma ^{*}} совпадает с множеством параллельных сдвигов, принадлежащих {\displaystyle \Gamma }, и имеется нормальное накрытие пространства {\displaystyle M} плоским тором {\displaystyle \mathbb {T} ^{n}=\mathbb {E} ^{n}/\Gamma ^{*}}.
  - Конечная группа {\displaystyle \Gamma /\Gamma ^{*}} изоморфна группе голономии пространства {\displaystyle M^{n}}.
- Компактная евклидова пространственная форма всегда имеет конечную группу голономии.
  - Справедливо и обратное утверждение: компактное риманово пространство, группа голономии которого конечна, является плоским.
- Любая конечная группа изоморфна группе голономии некоторой компактной евклидовой пространственной формы.
- Любая некомпактная евклидова пространственная форма допускает вещественноаналитическую ретракцию на компактное вполне геодезическое плоское подмногообразие (см. теорема о душе).
  - В частности класс фундаментальных групп некомпактных eвклидовых пространственных форм совпадает с классом фундаментальных групп компактных евклидовых пространственных форм.

## Свойства гиперболических пространственных форм
- Компактные гиперболические пространственные формы размерности {\displaystyle n\geq 3}, имеющие изоморфные фундаментальные группы, изометричны.

## История
Исследование двумерных гиперболических пространственных форм по существу началось в 1888, когда Пуанкаре изучая дискретные группы дробно-линейных преобразований комплексной полуплоскости {\displaystyle Im(z)>0} — фуксовы группы, заметил, что их можно трактовать как группы движений плоскости Лобачевского.
Проблема классификации {\displaystyle n}-мерных римановых пространств произвольной постоянной кривизны была сформулирована Киллнигом, который назвал её проблемой пространственных форм Клиффорда — Клейна;
современная формулировка этой проблемы была дана Хопфом (1925).

## Вариации и обобщения
Кроме римановых пространственных форм изучались их обобщения:
псевдоримановы, аффинные и комплексные пространственные формы и пространственные формы симметрических пространств.